# Cyornis omissus
Cyornis omissus là một loài chim trong họ Muscicapidae.